# Mariano Mangano
Mariano Mangano (14 de marzo de 1912 - 9 de diciembre de 1970) fue un empresario platense de la construcción y el rubro inmobiliario, dirigente de fútbol y presidente del Club Estudiantes de La Plata entre 1960 y 1970.
Destacado en su actividad privada, que desarrolló desde muy joven en la ciudad de La Plata, su figura cobró trascendencia nacional hacia finales de la década de 1960, cuando su emprendedora gestión al frente de Estudiantes concitó un inusual crecimiento institucional y deportivo del club.
Durante su mandato, y tras la designación en 1965 de Osvaldo Zubeldía como entrenador de fútbol, la institución alcanzó los éxitos deportivos más importantes de su historia, consagrándose campeón argentino, de América y del Mundo: su primer torneo oficial del profesionalismo en Primera División, el Metropolitano 1967; la Copa Intercontinental 1968; tres años consecutivos la Copa Libertadores de América, en 1968, 1969 y 1970, y la Copa Interamericana 1968.
Fue el impulsor de la construcción del Country Club de City Bell, el predio deportivo de 75 hectáreas que el club posee en las afueras de La Plata, en City Bell, y de aumentar, con el lanzamiento de bonos patrimoniales, el padrón societario, que llegó a ser de 75.000 hacia el final de su presidencia, el mayor de toda la historia en Estudiantes.
Murió cuando faltaban sólo diez días para terminar su mandato (se suicidó de un disparo en la sien) y próximo a las elecciones que lo hubieran mantenido en el cargo, ya que encabezaba la única lista oficializada. Tenía 58 años.

## Palmarés

### Campeonatos nacionales
| Título           | Club        | Sede         | Año    |
| ---------------- | ----------- | ------------ | ------ |
| Primera División | Estudiantes | Buenos Aires | M-1967 |

### Campeonatos internacionales
| Título                | Club        | Sede            | Año  |
| --------------------- | ----------- | --------------- | ---- |
| Copa Libertadores     | Estudiantes | América del Sur | 1968 |
| Copa Intercontinental | Estudiantes | Mánchester      | 1968 |
| Copa Interamericana   | Estudiantes | Montevideo      | 1969 |
| Copa Libertadores     | Estudiantes | América del Sur | 1969 |
| Copa Libertadores     | Estudiantes | América del Sur | 1970 |